# Täschhorn
De Täschhorn is een 4491 meter hoge berg in de Walliser Alpen. De berg ligt in het Mischabelmassief, ten noorden van de Alphubel (4206 m) en ten zuiden van de Dom (4545 m). Wat betreft hoogte is de Täschhorn de achtste berg van de Alpen.
De piramidevormige top heeft drie zijden. Op iedere kant ligt een gletsjer; richting Täsch de Kingletsjer, richting Ottavan Weingartengletsjer en boven Saas Fee de bekende Feegletsjer
De berg werd voor het eerst beklommen op 30 juli 1862 door Stefan Zumtaugwald, Johann Zumtaugwald, J.Llewelyn Davies, J.W. Hayward en Peter-Josef Summermatter
De Täschhorn wordt meestal beklommen vanuit Randa en Täsch in het Mattertal. Nabij de top liggen aan deze zijde de berghutten Domhütte (2940 m), Täschhütte (2701 m) en het Mischabeljochbivak (3847 m)